# Onda de calor no Sudeste da Austrália em 2009
A onda de calor no Sudeste da Austrália em 2009 foi uma onda de calor que se iniciou no final de janeiro, e que causou prolongados períodos de altas temperaturas na região. As temperaturas máximas em Adelaide e Melbourne bateram recordes de mais dias consecutivos acima dos 40° C. A temperatura máxima em Melbourne ultrapassou 46 °C, e a temperatura máxima em Adelaide ultrapassou 45 °C. Muitas localidades nos estados australianos de Victoria, Nova Gales do Sul, Austrália Meridional e Tasmânia tiveram as temperaturas mais altas de todos os tempos. Adelaide marcou a sua terceira maior temperatura, enquanto que Melbourne marcou a sua maior temperatura na história. Especula-se que a onda de calor seja a pior da história na região. Durante a onda de calor, 50 locais distintos registraram recordes de mais dias consecutivos e de temperaturas mais altas durante o dia e a noite.
A excepcional onda de calor foi causada por um sistema de alta pressão de movimento lento, que se estabeleceu ao longo do Mar da Tasmânia, em combinação a uma intensa baixa tropical localizada ao largo da costa do Noroeste da Austrália, e de um cavado de monção sobre o Norte da Austrália, que produziram as condições ideais para o ar quente tropical ser direcionado para sul, em direção ao sudeste da Austrália. O calor começou na Austrália Meridional em 25 de Janeiro, mas se tornou mais generalizado por todo o sudeste da Austrália em 27 de janeiro. Uma fraca frente fria, que seguia ao longo das zonas costeiras do sul da Austrália, trouxe algum alívio em 30 de janeiro, incluindo Melbourne, onde a mudança chegou na noite de 30 de janeiro; as temperaturas caíram para uma média de 30,8 °C. Temperaturas mais elevadas voltaram no fim de semana seguinte, e Melbourne registrou seus dias mais quentes desde que os registros começaram em 1855: 46,4 °C, o que também representa a temperatura mais elevada já registrada numa capital australiana.
Durante a onda de calor, vários recordes foram quebrados; Tasmânia registrou a sua temperatura mais elevada; 42,4 °C em Scamander. O longo recorde de maior temperatura na Tasmânia, de 40,8 °C, registrado em Hobart em 4 de janeiro de 1976, foi quebrado cinco vezes em apenas dois dias, respectivamente, na Ilha Flinders, Fingal (duas vezes), St Helens e Scamander. Mildura, em Victoria, próximo ao centro da onda de calor, registrou durante doze dias consecutivos temperaturas acima dos 40 °C. A temperatura mais elevada registrada durante a onda de calor foi de 48,2 °C, em Kyancutta, Austrália Meridional. A onda de calor gerou condições extremas de queimadas durante o pico da temporada de queimadas na Austrália de 2008-2009, causando muitos incêndios florestais na região afetada. Em 7 de fevereiro, a onda de calor proporcionou condições extremas para a formação de queimadas, o que levou a uma sequência de queimadas de grandes proporções, conhecidos como Queimadas do Sábado Negro, que causaram 173 mortes em Victoria.

## Temperaturas (máxima diária)

### Avalon, Victoria
Janeiro de 2009
- 27 - 32,9 °C[9]
- 28 - 41,9 °C
- 29 - 45,8 °C
- 30 - 45,0 °C

Fevereiro de 2009
- 7 -  47,9 °C (recorde de temperatura mais elevada, 2,1 °C mais alto do que o recorde anterior)

### Ceduna, Austrália Meridional
Janeiro de 2009
- 27 - 44,8 °C[10]
- 28 -  47,5 °C
- 29 - 42,3 °C
- 30 – 39,3 °C
- 31 - 42,9 °C

Fevereiro de 2009
- 1 - 41,1 °C
- 2 - 34,1 °C
- 3 - 32,1 °C
- 4 - 41,5 °C
- 5 - 31,7 °C
- 6 - 46,4 °C

### Mildura, Victoria

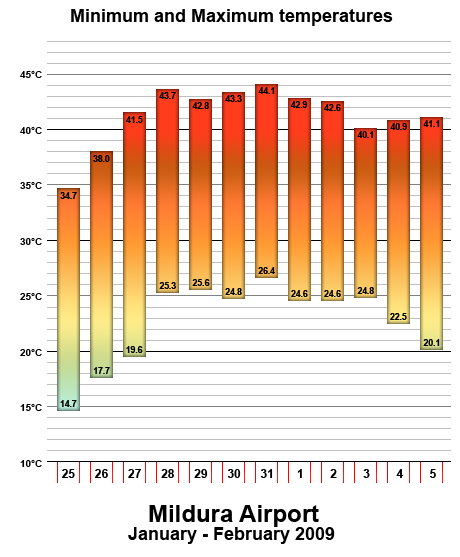
Gráfico das temperaturas mínimas e máximas registradas em Mildura, Victoria, no aeroporto da cidade

Janeiro de 2009
- 26 - 38,0 °C[10]
- 27 - 41,5 °C
- 28 - 43,7 °C
- 29 - 42,8 °C
- 30 - 43,3 °C
- 31 - 44,1 °C

Fevereiro de 2009
- 1 - 42,9 °C
- 2 - 42.6 °C
- 3 - 40,1 °C
- 4 - 40,9 °C
- 5 - 41,1 °C
- 6 - 43,1 °C
- 7 -  46,7 °C - 12 º dia consecutivo de temperaturas acima de 40 °C
- 8 - 34,6 °C

### Deniliquin, Nova Gales do Sul
Janeiro de 2009
- 26 - 37,8 °C[11]
- 27 - 39,5 °C
- 28 - 43,0 °C
- 29 - 42,7 °C
- 30 - 44,5 °C
- 31 - 44,2 °C

Fevereiro de 2009
- 1 - 43,0 °C
- 2 - 38,3 °C
- 3 - 38,2 °C
- 4 - 39,2 °C
- 5 - 42,1 °C
- 6 - 41,5 °C
- 7 -  46,6 °C  [12][13]

### Swan Hill, Victoria
Janeiro de 2009
- 26 - 37,7 °C[14]
- 27 - 40,8 °C
- 28 - 43,8 °C
- 29 - 43,4 °C
- 30 - 44,6 °C
- 31 - 44,5 °C

Fevereiro de 2009
- 1 - 43,0 °C
- 2 – 40,8 °C
- 3 - 38,3 °C
- 4 – 40,0 °C
- 5 - 42,5 °C
- 6 – 42,6 °C
- 7 -  46,6 °C

### Melbourne, Victoria

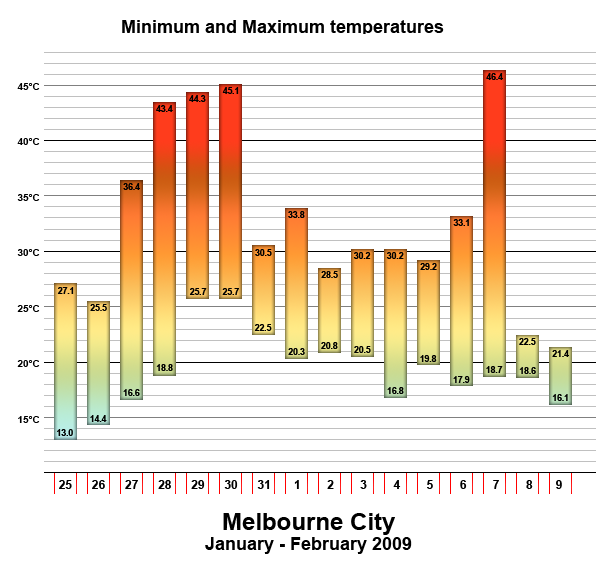
Gráfico de temperaturas de Melbourne durante o pico da onda de calor

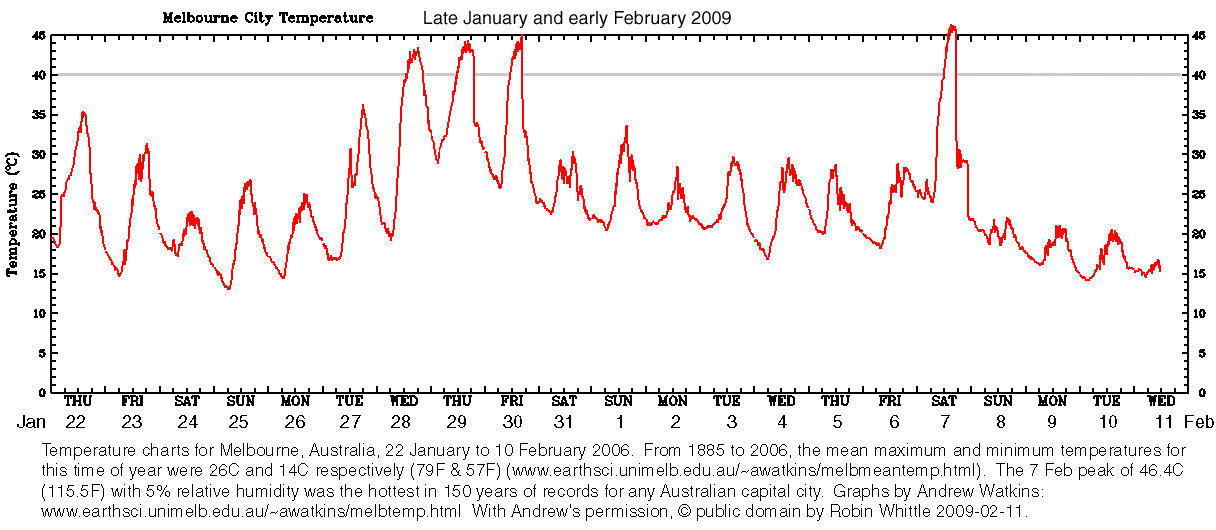
Gráfico de temperaturas de Melbourne durante o pico da onda de calor

Janeiro de 2009
- 27 - 36,4 °C[15]
- 28 - 43,4 °C
- 29 - 44,3 °C
- 30 - 45,1 °C - Terceiro dia mais quente já registrado em Melbourne em toda a história.
- 31 - 30,5 °C

Fevereiro de 2009
- 1 - 33,8 °C
- 2 - 28,5 °C
- 3 - 30,2 °C
- 4 - 30,2 °C
- 5 - 29,2 °C
- 6 - 33,1 °C
- 7. -  46,4 °C  - Dia mais quente já registrado em Melbourne desde que os registros começaram em 1855,[16] 0,8 °C mais quente do que o recorde anterior (13 de janeiro de 1939).

### Adelaide, Austrália Meridional
Janeiro de 2009
- 26 - 36,6 °C[17]
- 27 - 43,2 °C
- 28 -  45,7 °C
- 29 - 43,4 °C
- 30 - 43,1 °C
- 31 - 41,1 °C

Fevereiro de 2009
- 1 - 40,6 °C
- 2 - 38,8 °C
- 3 - 36,3 °C
- 4 - 33,0 °C
- 5 - 35,6 °C
- 6 - 43,9 °C
- 7 - 41,5 °C

O recorde de temperatura mínima mais alta foi registrada por volta da meia-noite de 29 de janeiro, quando a temperatura caiu para 33,9 °C na estação meteorológica do Bureau of Meteorology, em Kent Town, perto do centro da cidade de Adelaide. Temperaturas registradas em outras partes da cidade e de outras cidades em toda Austrália Meridional foram ainda maiores.

### Woomera, Austrália Meridional
Janeiro de 2009
- 25 - 37,9 °C
- 26 - 39,9 °C
- 27 - 43,8 °C
- 28 - 44,6 °C
- 29 - 42,3 °C
- 30 - 42,4 °C
- 31 - 41,9 °C

Fevereiro de 2009
- 1 - 41,7 °C
- 2 - 43,5 °C
- 3 - 43,7 °C
- 4 - 42,5 °C
- 5 - 42,8 °C
- 6 -  45,6 °C

### Wagga Wagga, Nova Gales do Sul

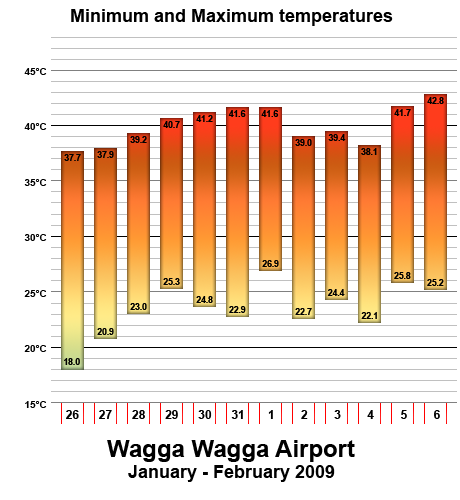
Gráfico das temperaturas mínimas e máximas registradas no Aeroporto de Wagga Wagga

Janeiro de 2009
- 26 - 37,7 °C[19]
- 27 - 37,9 °C
- 28 - 39,2 °C
- 29 - 40,7 °C
- 30 - 41,2 °C
- 31 - 41,6 °C

Fevereiro de 2009
- 1 - 41,6 °C
- 2 - 39,0 °C
- 3 - 39,4 °C
- 4 - 38,1 °C
- 5 - 41,7 °C
- 6 - 42,8 °C
- 7 -  45,2 °C  - Dia mais quente registrado em Wagga Wagga desde que os registros começaram em 1941.[20]
- 8 - 42,7 °C

Em 31 de Janeiro de 2009, Wagga Wagga quebrou o recorde para o mês de janeiro de todos os tempos quanto aos dias consecutivos acima dos 40,0, com seis dias consecutivos (o recorde anteriormente era de cinco dias, que foi estabelecido em 1952 e igualado em 1979 e 2001). O recorde de janeiro fixado em 1979 foi igualado pelo número de dias consecutivos acima dos 35,0 °C, que é de 19 dias.
Wagga Wagga quebrou o recorde de todos os tempos de temperatura mais elevada, registrando em 7 de fevereiro de 2009, às 14:50 AEDT, de 45,2 °C. O recorde anterior era de 44,8 °C estabelecido em 23 de janeiro de 2001.
Em 8 de Fevereiro de 2009, o recorde de dias consecutivos com temperaturas acima de 37,8 °C foi quebrado, com treze dias consecutivos registrados (o recorde anterior era de seis dias, que foi estabelecido em 1946 e igualado em 1979, 1980 e 2004). Wagga Wagga também registrou catorze dias consecutivos de temperaturas máximas acima dos 35,0 °C.

### Albury-Wodonga, Nova Gales do Sul / Victoria
Janeiro de 2009
- 26 - 38,4 °C[25]
- 27 - 38,2 °C
- 28 - 40,7 °C
- 29 - 41,5 °C
- 30 - 42,9 °C
- 31 - 42,7 °C

Fevereiro de 2009
- 1 - 43,1 °C
- 2 - 38,3 °C
- 3 - 37,7 °C
- 4 - 36,9 °C
- 5 - 41,2 °C
- 6 - 42,2 °C
- 7 -  44,8 °C  - Dia mais quente registrado em Albury-Wodonga desde que os registros começaram em 1973.[26]
- 8 - 40,2 °C

### Ballarat, Victoria
Janeiro de 2009
- 28 - 40.0 °C
- 29 - 41,4 °C
- 30 - 41,1 °C

Fevereiro de 2009
- 7 -  44,1 °C  - Novo recorde, 2,1 °C mais quente que o recorde anterior.

### Camberra, Território da Capital Australiana
Janeiro de 2009
- 28 - 34,8 °C[27]
- 29 - 37,0 °C
- 30 - 37,2 °C
- 31 - 38,2 °C

Fevereiro de 2009
- 1 - 31,9 °C
- 2 - 34,7 °C
- 3 - 31,0 °C
- 4 - 33,8 °C
- 5 - 37,4 °C
- 6 - 39,6 °C
- 7 -  40,0 °C
- 8 -  40,0 °C

### Launceston, Tasmânia
Janeiro de 2009
- 28 - 33,8 °C[28]
- 29 - 36,9 °C
- 30 -  39,0 °C - Dia mais quente registrado em Launceston desde que os registros começaram em 1980.[29]
- 31 - 38,2 °C

## Incêndios florestais associados
Após um início pouco energético, a temporada de queimadas na Austrália de 2008-2009 foi ajudada pelas altas temperaturas e pelos fortes ventos; várias localidades em todo a região registraram as suas temperaturas mais elevadas desde que os registros começaram em 1859. As rajadas de vento chegaram a 110 km/h. Estas condições meteorológicas levaram a vários incêndios florestais em Victoria e Austrália Meridional. As condições eram muito semelhantes à onda de calor do início de janeiro de 1939, que matou 438 pessoas e levou às queimadas da Sexta-Feira Negra de 1939.
Incêndios florestais também foram iniciados nos alpes australianos por raios de tempestades elétricas secas no nordeste de Victoria e no sudeste da Nova Gales do Sul.
O último pico da onda de calor levou às Queimadas do Sábado Negro, nas quais 173 pessoas morreram e 2.029 residências foram destruídas em várias localidades.

## Comparação ao clima típico na região
Muitas regiões do centro da Austrália Meridional, do norte de Victoria e do interior da Nova Gales do Sul regularmente experimentam temperaturas superiores a 40 °C em um, dois ou três dias consecutivos, às vezes mais, durante os meses de verão. Durante a onda de calor, no entanto, muitas dessas regiões experimentaram temperaturas superiores a  40 °C por seis dias consecutivos ou mais, o dobro para esta época do ano. As regiões costeiras e o Território da Capital Australiana experimentaram temperaturas ligeiramente inferiores, porém, ainda estavam acima da média, e perduraram por um período de tempo prolongado.
As regiões costeiras experimentaram períodos mais curtos de onda de calor. No entanto, durante o tempo em que experimentaram temperaturas superiores a 35 °C, estas temperaturas ficaram entre as 3, 5 ou 10 maiores temperaturas de todos os tempos. Um excelente exemplo desta situação é Melbourne, que teve apenas 3 dias consecutivos com temperaturas acima dos 43 °C, mas quando combinado com o recorde estabelecido em 7 de fevereiro, a cidade registrou o dia mais quente, o terceiro e o quinto de todos os tempos.
A onda de calor talvez foi mais intensa no norte e no leste da Tasmânia, onde 7 das 8 temperaturas mais altas já registradas na Tasmânia ocorreram durante a onda de calor.
Um gráfico mostrando a variação de temperaturas máximas e mínimas diárias ao longo do ano em Melbourne foi preparado a partir de observações entre maio de 1855 e agosto de 2006. No início de fevereiro, o gráfico mostra uma média de temperatura máxima diária de 26 °C, e 75% dos dias de fevereiro as temperaturas máximas passam de 31 °C.

## Efeitos

### Interrupções do fornecimento de energia
Interrupções do fornecimento de eletricidade ocorreram tanto em Melbourne quanto em Adelaide durante a semana, em diversos momentos do dia e em durações distintas. Estima-se que mais de 500.000 residentes em Melbourne ficaram sem energia na noite de 30 de janeiro de 2009. O corte do fornecimento de eletricidade afetou boa parte do centro de Melbourne. Os serviços de transporte de trem e metrô ficaram parados. Além disso, o Crown Casino teve que ser evacuado, sinais luminosos de trânsito ficaram inoperantes, pessoas tiveram que ser resgatadas de elevadores, o Victorian Arts Centre teve que ser evacuado e espetáculos tiveram que ser cancelados. O corte do fornecimento de eletricidade ocorreu apenas uma hora após a National Eletricity Market Management Company (NEMMCO) emitir uma declaração dizendo que o desligamento programado de eletricidade estava acabando e a eletricidade estava sendo restabelecida.
Em 30 de janeiro, o Ministro das Energias da Austrália, Peter Batchelor, anunciou que os consumidores que ficaram sem o fornecimento de eletricidade por mais de 20 horas estariam elegíveis para receber compensações.
Áreas que não experimentaram interrupções do fornecimento de eletricidade ainda estavam sofrendo com a baixa tensão do sistema, provavelmente devido a maior utilização do ar-condicionado.
Em 1 de fevereiro, estima-se que a onda de calor tenha custado mais de 100 milhões de dólares australianos para a economia do estado de Victoria durante a semana.

### Transporte
Ao longo da semana, milhares de trens e trens elétricos foram desativados em ambas as cidades, com mais de 1.300 serviços ferroviários cancelados somente na região metropolitana de Melbourne, principalmente devido à deformação dos trilhos ferroviários, a falhas no funcionamento de ares-condicionados, além da interrupção do fornecimento de eletricidade. Em 30 de janeiro, todos os serviços de transporte público da cidade estava gratuito assim que o governo admitiu a sua responsabilidade pela falta de infraestruturas adequadas para fornecer condições para lidar com o calor, além de questões de longa data de subfinanciamento . No entanto, 40% dos serviços ferroviários foram cancelados naquele dia, o pior dia de operação desde que a Connex, concessionária de serviços de transporte da região, assumiu o controle em 2004.

### Australian Open de 2009
Vários jogos ao ar livre durante o Australian Open de 2009, entre 29 e 30 de janeiro, foram cancelados devido ao calor. Vários jogadores, incluindo o terceiro melhor tenista naquele momento, Novak Djokovic, citou a temperatura elevada como razão para a suas retiradas das partidas. Serena Williams disse que estava tão quente que ela se sentiu como se estivesse tendo uma "experiência extracorporal". Após estas desistências e da intensificação do calor, os organizadores fecharam os tetos dos locais dos jogos e permitiram que os jogadores tivessem rápidas paradas, além de compressas de gelo.

## Saúde humana
Há disputas entre as fontes sobre quantas pessoas foram afetadas pela onda de calor. Centenas teriam sido tratadas por doenças relacionadas com o calor e seis mortes foram confirmadas, e várias "mortes súbitas" são suspeitas de estarem relacionadas ao forte calor. As autoridades estão trabalhando em cada caso para determinar exatamente quantas mortes foram diretamente atribuídas à onda de calor.
As fontes noticiosas variam muito em número de mortos. Alguns relatam apenas duas mortes, enquanto que outros especulam que o número de mortos pode vir a ser maior. 57 mortes são suspeitas de terem ocorrido na Austrália Meridional e 33 em Victória. No entanto, as autoridades estão à espera de relatórios até que se confirmem quantas mortes estão diretamente atribuídas à onda de calor.
O Instituto Médico Legal do Estado de Victoria anunciou a triplicação do número de corpos sendo recebidos pela instituição durante a onda de calor, esgotando a capacidade dos frigoríficos cadavéricos, com hospitais e casas funerárias sendo pedidas para que forneçam o armazenamento temporário de cadáveres, antes mesmo de as mortes associadas às Queimadas do Sábado Negro criassem uma procura adicional dos espaços mortuários.
Durante a onda de calor, milhares de pessoas, muitos delas idosas, foram tratadas por ambulâncias oficiais e nos hospitais especializados em doenças relacionadas com calor em Victoria e Austrália Meridional. O serviço de ambulância de Victoria relatou um aumento de 70% em chamadas de emergência durante a semana. Estima-se que cerca de 2.000 pessoas em toda Victoria e Austrália Meridional teriam sido tratadas por doenças relacionadas com o forte calor e outros efeitos relacionados.
De acordo com um estudo da Universidade Monash sobre ocorrências funerárias, mais de 200 pessoas morreram como resultado do forte calor. Um aumento de 45% na taxa de mortalidade foi observado durante o período. Um relatório posterior do principal agente de saúde de Victoria, Dr. John Carnie, disse que o número final de mortes causadas pela onda de calor foi 374.

## Fauna e flora
Filhotes de aves, gambás e morcegos encontram-se entre as espécies selvagens que não suportaram o extremo calor. O RSPCA Australia recebeu cinco vezes o número habitual de admissões de animais nos seus abrigos em Melbourne, com 50 gambás admitidos apenas no abrigo de East Burwood.
Há muitos relatos de coalas seguindo para áreas urbanas, incluindo em residências, para beber água oferecida por residentes; este comportamento é altamente incomum, já que os animais normalmente não bebem água - extraem de seu próprio alimento, bem como são naturalmente tímidos para com as pessoas.
Em Melbourne, uma cidade com muitas árvores decíduas não nativas em jardins, as árvores começaram a perder suas folhas de outono com meses de antecedência, devido ao clima quente e seco, e pela falta de chuvas regulares em janeiro. O racionamento de água em Melbourne impede que os jardins sejam regados, e plantas não-nativas não responderam favoravelmente à onda de calor.